# Võru (stacja kolejowa)
Võru – stacja kolejowa znajdująca się w estońskim mieście Võru. Znajduje się na linii Valga – Pieczory, 59 km od Valgi. Wybudowana została w 1889 roku. Obecnie nieczynna, wraz z całą linią.
Na stacji znajduje się tablica pamiątkowa, upamiętniająca deportacje ludności estońskiej na Syberię w czerwcu 1941 oraz marcu 1949, która odbywała się pociągami odjeżdżającymi m.in. ze stacji Võru.